# Jezioro Recze (Wolin)
Jezioro Recze – jezioro na wyspie Wolin, położone w woj. zachodniopomorskim, w powiecie kamieńskim, w gminie Wolin. Powierzchnia jeziora wynosi 4,46 ha.
Jezioro leży tuż przy drodze wojewódzkiej nr 102, na zachód od wsi Kołczewo. 
Na skutek nadmiernego poboru wód z jeziora na potrzeby pobliskiego pola golfowego, następuje obniżanie się poziomu wody w jeziorze Recze.